# Pinkus Kartin
Pinkus Kartin, pseud. „Piotr” (ur. 1912 lub 1914 w Łucku, zm. latem 1942 w Warszawie) – polsko-żydowski działacz komunistyczny, współzałożyciel Polskiej Partii Robotniczej.

## Życiorys
Urodził się w województwie wołyńskim II Rzeczypospolitej, w 1933 ukończył gimnazjum i przeniósł się do Warszawy. Pracował jako murarz, dorabiał korepetycjami. Od 1934 działacz Komunistycznego Związku Młodzieży Polski, sekretarz komórki, a następnie sekretarz Komitetu Dzielnicowego (KD) KZMP Warszawa-Ochota. W 1935 wstąpił do KPP. Pracownik Centralnej Techniki KZMP. W latach 1935–1937 był sekretarzem Międzynarodowej Organizacji Pomocy Rewolucjonistom i działaczem Centralnej Techniki KPP.
Na przełomie 1936/1937 wyjechał do Francji i rozpoczął na Sorbonie studia chemiczne, a na początku 1938 wyjechał do Hiszpanii, gdzie walczył w XIII Brygadzie Międzynarodowej. W kwietniu 1938 został ranny w walkach pod Léridą, w maju był internowany we Francji, jednak już w 1938 przyjechał na krótki okres z misją partyjną do Warszawy, po czym wrócił do Francji, gdzie wszedł w skład trzyosobowej Grupy Paryskiej, która z ramienia Kominternu zajmowała się rozwiązywaniem struktur KPP w Polsce. Potem działał w Paryżu jako jeden z bliskich współpracowników Bolesława Mołojca.
Po wybuchu II wojny światowej, 6 września 1939 zgłosił się do wojska w polskim konsulacie, ale ostatecznie trafił do armii francuskiej. Uniknął niewoli i jako repatriant z „Zachodniej Ukrainy”  w 1940 przedostał się do ZSRR. Od jesieni 1940 roku słuchacz Szkoły Politycznej w Nagornoje (potem w Puszkino) wraz z Mołojcem i Pawłem Finderem. Przeszkolony jako radiotelegrafista, wszedł w skład Grupy Inicjatywnej PPR i w nocy na 28 grudnia 1941 został zrzucony w rejon Wiązowny koło Warszawy. Był pracownikiem centralnej techniki PPR. W lutym 1942 Komitet Centralny (KC) PPR skierował go do getta warszawskiego w celu utworzenia tam organizacji PPR i grup Gwardii Ludowej (GL). Zorganizował i wyszkolił pierwsze grupy bojowe GL w getcie, był jednym z inicjatorów Bloku Antyfaszystowskiego, zorganizował też pierwsze grupy partyzanckie, które po wyjściu z getta zasiliły szeregi GL. 30 maja 1942 na skutek zdrady wpadł w ręce Gestapo. Po okrutnym śledztwie zginął na Pawiaku. 
W 1945 pośmiertnie odznaczony Orderem Krzyża Grunwaldu